# Broad Peak
Broad Peak, Falchan Kangri (chiń. 布洛阿特峰; pinyin Bùluò’ātè Fēng) – dwunasta pod względem wysokości góra na świecie (8051 m n.p.m.), ośmiotysięcznik zlokalizowany na granicy Chin i Pakistanu. W pierwszej klasyfikacji Karakorum dostała nazwę K3. Zbudowana jest z prekambryjskich gnejsów i granitów.

## Opis
Ten potężny masyw wznosi się na południowy wschód od K2. Wierzchołki obu gór oddalone są od siebie zaledwie o 9 km i leżą po przeciwległych stronach lodowca Godwin-Austen. Ze względu na rozłożystość masywu, Martin Conway w 1892 nazwał go – Szeroki Szczyt (ang. Broad Peak). Ardito Desio jako pierwszy wprowadził nazwę Falchan Kangri – co w języku balti oznacza także – Szeroki Szczyt. Góra posiada kilka wierzchołków: Broad Peak główny o wysokości 8051 m, tzw. przedwierzchołek Rocky Summit 8028 m, Broad Peak Central 8011 m, Broad Peak North 7490 m, Kharut Kangri 6942 m. Od strony południowo-zachodniej wysokość względna szczytu wynosi około 3250 metrów, z czego 2300 metrów to bardzo stroma ściana górska.

## Historia podboju

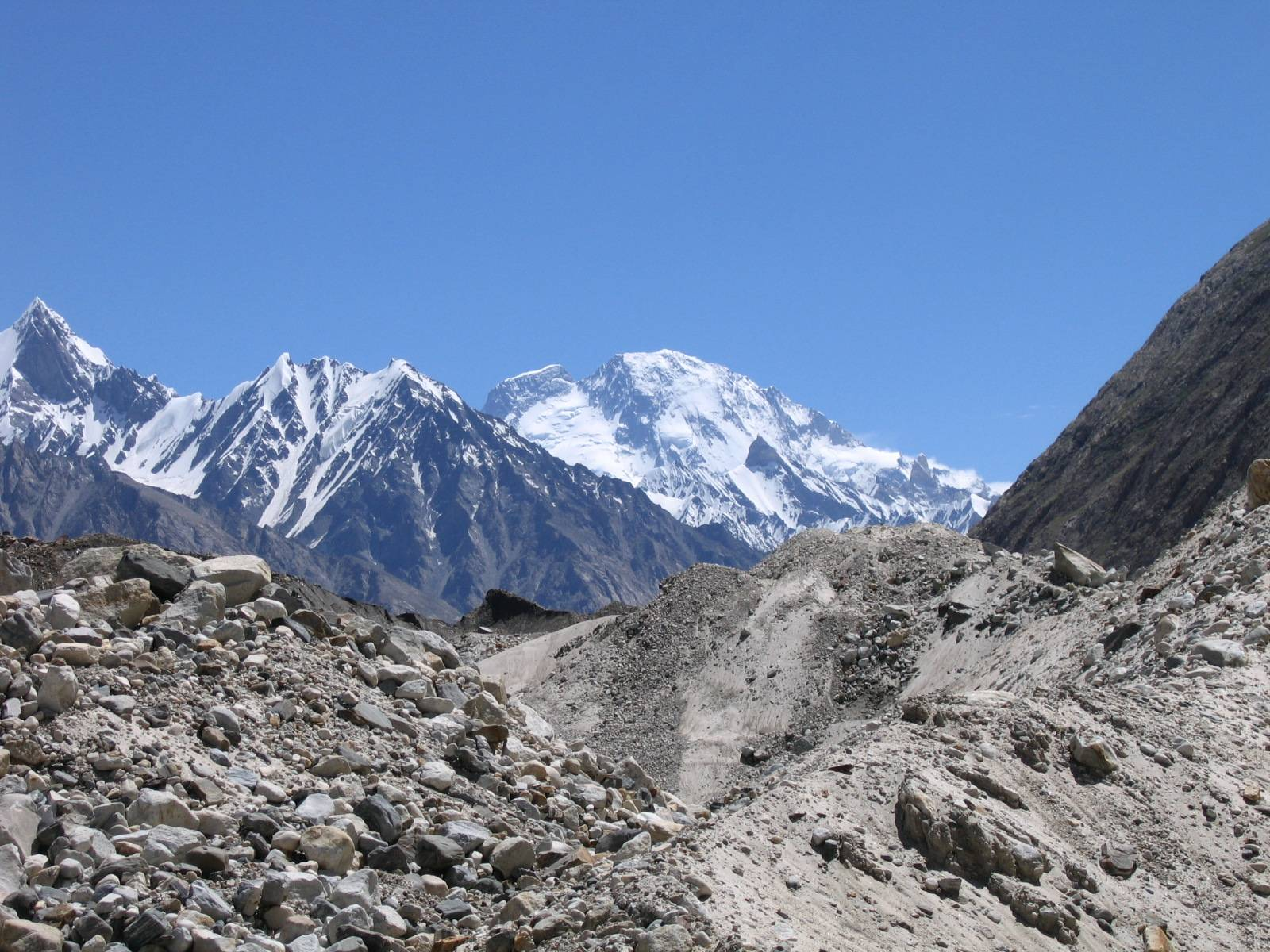
Broad Peak lipiec 2006

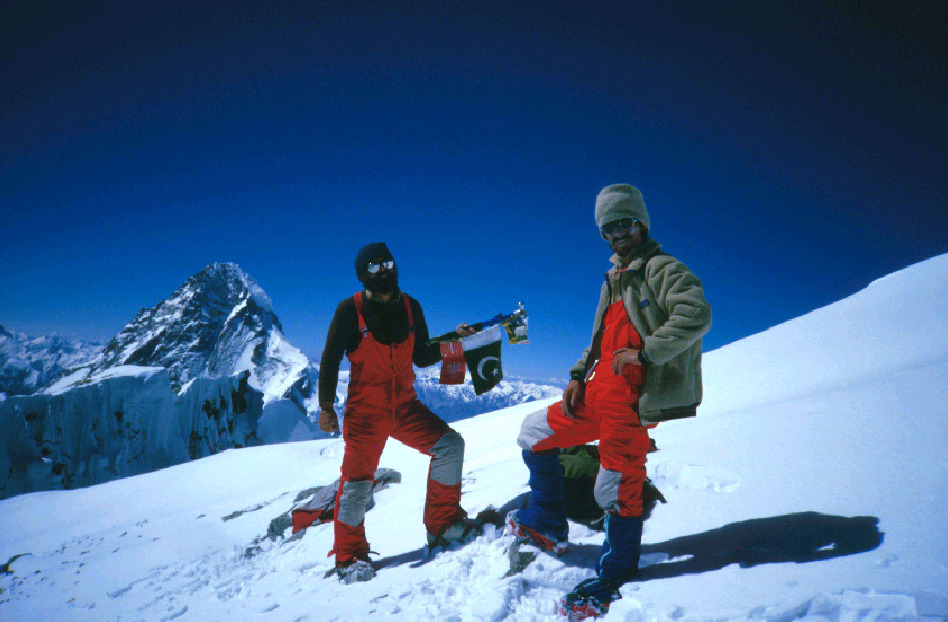
Uczestnicy polskiej wyprawy: Walenty Fiut (z prawej) i Janusz Majer na szczycie w dniu 14 lipca 1984. Zdjęcie wykonane przez Ryszarda Pawłowskiego

- 9 czerwca 1957 – pierwsze wejście: Hermann Buhl, Kurt Diemberger, Marcus Schmuck, Fritz Wintersteller (Austria).
- 28 lipca 1975 Broad Peak Central – pierwsze wejście na dziewiczy środkowy wierzchołek Kazimierz Głazek, Janusz Kuliś, Marek Kęsicki, Bohdan Nowaczyk, Andrzej Sikorski (trzej ostatni zginęli podczas zejścia).
- 30 czerwca 1983 – Krystyna Palmowska (jako pierwsza kobieta na tym szczycie), Anna Czerwińska (tylko do przedwierzchołka Rocky Summit)
- 14 lipca 1984 – Krzysztof Wielicki – rekordowe wejście solo w ciągu jednego dnia – 22h, pierwsze jednodniowe wejście na ośmiotysięcznik
- 1987/1988 – próba zimowego wejścia – polsko-kanadyjska wyprawa pod kierownictwem Andrzeja Zawady (1987/88; na tej wyprawie Maciej Berbeka podczas ataku szczytowego (6 marca) ustanowił zimowy rekord wysokości w Karakorum, który utrzymał się do 2011 – dotarł do przedwierzchołka Rocky Summit)
- 5 marca 2013 – pierwsze zimowe wejście: polska ekipa pod kierownictwem Krzysztofa Wielickiego, szczyt zdobyli Maciej Berbeka, Adam Bielecki, Tomasz Kowalski i Artur Małek[3][4]. Podczas zejścia Maciej Berbeka i Tomasz Kowalski nie dotarli do obozu nr 4 (na 7400 m n.p.m.) i zostali uznani za zaginionych. 7 marca szef wyprawy Krzysztof Wielicki powiedział, że „nie ma żadnych szans” na znalezienie żywego 58-letniego Macieja Berbeki i 27-letniego Tomasza Kowalskiego. 8 marca obaj wspinacze zostali uznani za zmarłych, a wyprawa się zakończyła.
- 25 lipca 2015 – pierwszy na świecie zjazd na nartach ze szczytu po samotnym wejściu: Andrzej Bargiel[5][6].
- 20 lipca 2022 – Dorota Rasińska-Samoćko – po stanięciu na wierzchołku Nanga Parbat 1 lipca, podjęła decyzję o wejściu na szczyt; z BC Broad Peak bez dodatkowej aklimatyzacji podchodziła bezpośrednio do obozu II, następnie III, skąd podjęła atak szczytowy zakończony sukcesem[7].